# لورنس إرفينغ
لورنس إرفينغ (بالإنجليزية: Laurence Irving)‏ (21 ديسمبر 1871، لندن في المملكة المتحدة - 29 مايو 1914، نهر سانت لورانس في الولايات المتحدة)؛ ممثل، كاتب مسرحي وروائي بريطاني.